# Phylum
« Division (biologie) » et « Embranchement (biologie) » redirigent ici. Pour les autres significations, voir Division (homonymie) et Embranchement.
Pour les articles homonymes, voir Phylum (homonymie).

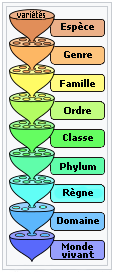
Principaux rangs taxinomiques. Le phylum est le niveau entre le règne et la classe. Le phylum de ce schéma est appelé « division » concernant le règne végétal, et « embranchement » concernant le règne animal.

En systématique, le phylum (au pluriel phyla) est le deuxième niveau dans la classification classique des espèces vivantes, le premier étant le règne. Ce terme est accepté par toutes les disciplines concernées par le monde vivant, comme terme principal ou comme terme de remplacement autorisé. Les mots embranchement et division (ou divisio) sont synonymes mais ne sont utilisés que pour certains règnes, embranchement en zoologie et division ou divisio en botanique.
Selon les biologistes Ruggiero et al. (2015), il existe sept règnes du vivant, constitués de 96 phylums.

## Historique et définitions
Le terme phylum a été inventé en 1866 par Ernst Haeckel à partir du grec phylon (φῦλον, « race »), apparenté à phyle (φυλή, « tribu, clan »),. Haeckel a observé que les espèces évoluaient constamment vers de nouvelles espèces qui semblaient conserver peu de caractéristiques cohérentes entre elles et donc peu de caractéristiques qui les distinguaient en tant que groupe distinct (« une unité autonome ») : 
« Wohl aber ist eine solche reale und vollkommen abgeschlossene Einheit die Summe aller Species, welche aus einer und derselben gemeinschaftlichen Stammform allmählig sich entwickelt haben, wie z. B. alle Wirbelthiere. Diese Summe nennen wir Stamm (Phylon) »
 qui peut se traduire par : 

« Cependant, une unité réelle et complètement autonome est peut-être l'agrégat de toutes les espèces qui ont progressivement évolué à partir de la même forme originelle commune, comme, par exemple [sic], tous les vertébrés. Nous appelons cet agrégat [un] Stamm [c'est-à-dire une race] (Phylon). »

En taxinomie végétale, August Wilhelm Eichler (1883) a classé les plantes en cinq groupes appelés divisions, un terme encore utilisé pour désigner des groupes de plantes, d'algues et de champignons. Les définitions des embranchements zoologiques ont changé depuis les six classes de Carl von Linné et les quatre embranchements de Georges Cuvier.
De manière informelle, les embranchements peuvent être considérés comme des groupements d'organismes basés sur une spécialisation générale du plan d'organisation. Dans sa forme la plus élémentaire, un phylum peut être défini de deux manières : comme un groupe d'organismes présentant un certain degré de similitude morphologique ou développementale (définition phénétique), ou comme un groupe d'organismes présentant un certain degré de parenté évolutive (définition phylogénétique). Il n'est pas satisfaisant de tenter de définir un niveau de la hiérarchie linnéenne sans référence à la parenté (évolutive), mais une définition phénétique est utile pour aborder des questions de nature morphologique, telles que le degré de réussite des différents plans corporels.

### Définition basée sur la parenté génétique
La mesure objective la plus importante dans les définitions ci-dessus est le « certain degré » qui définit comment différents organismes doivent être membres de différents embranchements. L'exigence minimale est que tous les organismes d'un embranchement soient clairement plus étroitement apparentés les uns aux autres qu'à tout autre groupe.10 Même cette exigence est problématique, car elle dépend de la connaissance des relations entre les organismes : à mesure que nous disposons de plus de données, notamment grâce aux études moléculaires, nous sommes en mesure de mieux déterminer les relations entre les groupes. Ainsi, les embranchements peuvent fusionner ou se diviser s'il apparaît clairement qu'ils sont apparentés ou non. Par exemple, les Pogonophores (« vers barbus ») ont été décrits comme un nouveau phylum (les Pogonophora) au milieu du XXe siècle, mais des travaux moléculaires réalisés près d'un demi-siècle plus tard ont révélé qu'il s'agissait d'un groupe d'annélides, ce qui a entraîné la fusion des phylums (les vers barbus constituent désormais une famille d'annélides). D'autre part, l'embranchement hautement parasitaire des Mesozoa s'est scindé en deux embranchements (Orthonectidae et Rhombozoa) lorsqu'on a découvert que les Orthonectidae étaient probablement des deutérostomiens et les Rhombozoa des protostomiens.
Cette mutabilité des embranchements a conduit certains biologistes à demander l'abandon du concept de phylum au profit d'un classement des taxons en clades sans classification formelle en rangs taxinomiques.

### Définition basée sur le plan d'organisation
Les paléontologues Graham Budd et Sören Jensen ont proposé une définition de l'embranchement (ou phylum) basée sur le plan d'organisation (comme Haeckel l'avait fait un siècle plus tôt). Cette définition a été proposée parce que les organismes éteints sont les plus difficiles à classer : ils peuvent être des ramifications qui ont divergé de la ligne d'un phylum avant que tous les caractères définissant le phylum moderne n'aient été acquis. Selon la définition de Budd et Jensen, un phylum est défini par un ensemble de caractères partagés par tous ses représentants vivants.
Cette approche pose quelques problèmes mineurs : par exemple, certains membres d'un phylum peuvent avoir perdu des caractères ancestraux communs à la plupart de ses membres. De plus, cette définition est basée sur un point arbitraire dans le temps : le présent. Cependant, comme elle est basée sur des caractères, elle est facile à appliquer au registre fossile. Un problème majeur est qu'elle est basée sur une décision subjective concernant les groupes d'organismes qui devraient être considérés comme des phylums.
Cette approche est utile car elle facilite la classification des organismes éteints dans le « groupe parent » des phylums auxquels ils ressemblent le plus, en se basant uniquement sur des similitudes importantes sur le plan taxonomique. 10 Cependant, il est difficile de prouver qu'un fossile appartient au groupe de tête d'un phylum, car il doit présenter un caractère unique à un sous-ensemble du groupe de tête.10 En outre, les organismes du groupe de tête d'un phylum peuvent posséder le « plan d'organisation » du phylum sans avoir toutes les caractéristiques nécessaires pour en faire partie. Cela remet en cause l'idée que chaque phylum représente un plan d'organisation distinct.
Une classification fondée sur cette définition peut être fortement influencée par la survie fortuite de groupes rares, ce qui peut rendre un phylum beaucoup plus diversifié qu'il ne le serait autrement.

## Suffixes des noms des phylums
Le nom des phylums se termine par le suffixe -phyta pour les plantes et les algues, par -mycota pour les champignons, par -ota pour les procaryotes (bactéries et archées) et par -viricota pour les virus. Pour le règne animal on ne trouve des suffixes standard qu'en dessous du rang de super-famille.

## Liste des phylums par règne

### Animaux (Animalia)
Selon le Catalogue of Life (1er août 2023) :
| Phylum          | Espèces décrites                                                          |
| Acanthocephala  | 1 330 (vers parasites)                                                    |
| Annelida        | 17 515 (vers segmentés, sangsue, lombric…)                                |
| Arthropoda      | 1 165 847 (insectes, crustacés, arachnides, myriapodes)                   |
| Brachiopoda     | 435 (« coquillages » marins)                                              |
| Bryozoa         | 20 584 (animaux marins produisant de la matière calcaire)                 |
| Chaetognatha    | 132 (vers marins, constituant du zooplancton)                             |
| Chordata        | 73 501 (vertébrés, amphioxus…)                                            |
| Cnidaria        | 15 659 (coraux, anémone de mer, hydres…)                                  |
| Ctenophora      | 216 (organismes marins ayant des cils locomoteurs)                        |
| Cycliophora     | 2 (organismes marins microscopiques)                                      |
| Dicyemida       | 122 (parasites de céphalopodes)                                           |
| Echinodermata   | 11 623 (oursins, étoiles de mer, concombres de mer…)                      |
| Entoprocta      | 171 (vers marins)                                                         |
| Gastrotricha    | 878 (vers marins)                                                         |
| Gnathostomulida | 100 (vers marins)                                                         |
| Hemichordata    | 139 (vers marins)                                                         |
| Kinorhyncha     | 344 (invertébrés marins)                                                  |
| Loricifera      | 44 (organismes marins microscopiques)                                     |
| Micrognathozoa  | 1 (Limnognathia maerski)                                                  |
| Mollusca        | 130 560 (bivalves, escargots, pieuvres, limaces…)                         |
| Nematoda        | 17 461 (vers ronds non segmentés : filaire de Bancroft, oxyure, ascaris…) |
| Nematomorpha    | 356 (vers non-segmentés cylindriques parasites d'arthropodes)             |
| Nemertea        | 1 373 (vers possédant une trompe, presque tous marins)                    |
| Onychophora     | 230 (vers à pattes)                                                       |
| Orthonectida    | 26 (organismes marins)                                                    |
| Phoronida       | 19 (espèces marines)                                                      |
| Placozoa        | 4 (métazoaires aplatis en forme de plaque)                                |
| Plathelminthes  | 22 884 (vers plats : ver solitaire, douve du foie, planaire…)             |
| Porifera        | 9 622 (éponges)                                                           |
| Priapulida      | 22 (vers marins possédant une trompe épineuse extensible)                 |
| Rotifera        | 2 014 (organismes aquatiques munis de cils vibratiles)                    |
| Sipuncula       | 205 (vers marins)                                                         |
| Tardigrada      | 1 461 (tardigrades)                                                       |
| Xenacoelomorpha | 459 (vers marins)                                                         |
| TOTAL: 34       | 1 495 339                                                                 |

Selon l'Interim Register of Marine and Nonmarine Genera (IRMNG) (18 décembre 2024) :
- Acanthocephala
- Agmata †
- Annelida
- Arthropoda
- Brachiopoda
- Bryozoa
- Cephalorhyncha
- Chaetognatha
- Chitinozoa †
- Chordata
- Cnidaria
- Ctenophora
- Cycliophora
- Cycloneuralia
- Echinodermata
- Entoprocta
- Gastrotricha
- Gnathostomulida
- Hemichordata
- Hyolitha †
- Kinorhyncha
- Lobopoda †
- Loricifera
- Micrognathozoa
- Mollusca
- Nematoda
- Nematomorpha
- Nemertea
- Onychophora
- Orthonectida
- Phoronida
- Placozoa
- Platyhelminthes
- Porifera
- Priapulida
- Rhombozoa
- Rotifera
- Scalidophora
- Sipuncula
- Tardigrada
- Vendobionta †
- Vetulicolia †
- Vinctiplicata †
- Xenacoelomorpha

### Plantes (Plantae)
Selon le Catalogue of Life (1er août 2023), Plantae est défini au sens large (Archaeplastida), comprenant les plantes terrestres (bryophytes et plantes vasculaires), les algues vertes et les algues rouges :
(bryophytes)
- Anthocerotophyta Stotler & Crand.-Stotl.
- Bryophyta Schimp.
- †Langiophytophyta Doweld
- Marchantiophyta Stotler & Crand.-Stotl.

(algues vertes)
- Charophyta Migula, 1897
- Chlorophyta
- Glaucophyta Skuja, 1954

(algues rouges)
- Rhodophyta

(plantes vasculaires)
- Tracheophyta

Selon la World Flora Online (janvier 2024), Plantae est défini au sens strict des plantes terrestres, comprenant les bryophytes et les plantes vasculaires :
sous-règne des Bryobiotina Trevis. - bryophytes
- Anthocerotophyta Stotler & Crand.-Stotl. - anthocérotes
- Bryophyta Schimp. - mousses
- Marchantiophyta Stotler & Crand.-Stotl. - hépatiques

sous-règne des Pteridobiotina Britton & Brown - plantes vasculaires
- Magnoliophyta Cronquist, Takht. & W.Zimm. ex Reveal - plantes à fleurs
- Cycadophyta Bessey - cycas
- Ginkgophyta Bessey - ginkgos
- Lycopodiophyta D.H.Scott - lycophytes
- Pinophyta Cronquist, Takht. & W.Zimm. ex Reveal - conifères
- Polypodiophyta Reveal - fougères et autres

Selon l'IRMNG (18 décembre 2024) :
- Acritarcha †
- Anthocerotophyta
- Bryophyta
- Calcitarcha †
- Charophyta
- Chlorophyta
- Glaucophyta
- Horneophyta †
- Marchantiophyta
- Picozoa
- Prasinodermatophyta
- Rhodelphidia
- Rhodophyta
- Tracheophyta

### Champignons (Fungi)
Selon le Catalogue of Life (1er août 2023) :
- Ascomycota
- Basidiomycota
- Blastocladiomycota
- Chytridiomycota
- Entomophthoromycota
- Glomeromycota
- Mucoromycota
- Neocallimastigomycota
- Sanchytriomycota
- Zoopagomycota
- Zygomycota

Selon l'IRMNG (18 décembre 2024) :
- Aphelidiomycota
- Ascomycota
- Basidiomycota
- Blastocladiomycota
- Chytridiomycota
- Entomophthoromycota
- Glomeromycota
- Nematophyta †
- Rozellomycota
- Zygomycota

### Protozoaires (Protozoa)
Selon le Catalogue of Life (1er août 2023) :
- Amoebozoa
- Calcitarcha G.J.M. Versteegh, T. Servais, M. Streng, A. Munnecke & D. Vachard, 2009
- Choanozoa
- Euglenozoa Cavalier-Smith, 1981
- Loukozoa Cavalier-Smith, 1999
- Metamonada Grassé, 1952 emend. Cavalier-Smith, 2003
- Microsporidia
- Mycetozoa
- Sarcomastigophora
- Sulcozoa Cavalier-Smith, 2013

Selon l'IRMNG (18 décembre 2024) :
sous-règne Eozoa
- Loukozoa
- Metamonada
- Percolozoa
- Euglenozoa

sous-règne Sarcomastigota
- Amoebozoa
- Choanozoa
- Sulcozoa
- Hemimastigophora
- Nebulidia
- Nibbleridia

### Chromistes (Chromista)
Selon le Catalogue of Life (1er août 2023) :
- Acavomonidia Tikhonenkov, Janouškovec, Mylnikov, Mikhailov, Simdyanov, Aleoshin & Keeling, 2014
- Bigyra
- Cercozoa
- Ciliophora (ciliés)
- Cryptista Cavalier-Smith, 1989
- Foraminifera d'Orbigny, 1826 (foraminifères)
- Haptophyta D.J. Hibberd ex B. Edvardsen & W. Eikrem in Edvardsen et al., 2000
- Heliozoa
- Miozoa
- Ochrophyta (algues brunes, diatomées...)
- Oomycota (oomycètes)
- Picozoa Seenivasan, Sausen, Medlin & Melkonian, 2013
- Radiozoa

Selon l'IRMNG (18 décembre 2024) :
sous-règne Hacrobia
- Cryptista
- Haptophyta
- Heliozoa
- Telonemia

sous-rène Harosa
- infra-règne Halvaria
  - super-embranchement Alveolata
    - Acavomonidia
    - Ciliophora
    - Miozoa

  - super-embranchement Heterokonta
    - Bacillariophyta
    - Bigyra
    - Ochrophyta
    - Pseudofungi
    - Bigyromonada
- infra-règne Rhizaria
  - Cercozoa
  - Retaria

### Bactéries (Bacteria)
Selon la LPSN (12 avril 2025) le domaine des Bacteria comprend les phyla suivants, publiés de manière valide :
- Abditibacteriota Tahon et al. 2023
- Acidobacteriota Thrash & Coates 2021
- Actinomycetota Goodfellow 2021
- Aquificota Reysenbach 2021
- Armatimonadota Tamaki et al. 2021
- Atribacterota Katayama et al. 2021
- Bacillota Gibbons & Murray 2021
- Bacteroidota Krieg et al. 2021
- Balneolota Hahnke et al. 2021
- Caldisericota Mori et al. 2021
- Calditrichota Kublanov et al. 2021
- Chlamydiota Garrity & Holt 2021
- Chlorobiota Iino et al. 2021
- Chloroflexota Garrity & Holt 2021
- Chrysiogenota Garrity & Holt 2021
- Coprothermobacterota Pavan et al. 2021
- Cyanobacteriota Oren et al. 2022
- Deferribacterota Garrity & Holt 2021
- Deinococcota Weisburg et al. 2021
- Dictyoglomerota corrig. Patel 2021
- Elusimicrobiota Geissinger et al. 2021
- Fibrobacterota Garrity & Holt 2021
- Fidelibacterota Katayama et al. 2024
- Fusobacteriota Garrity & Holt 2021
- Gemmatimonadota Zhang et al. 2021
- Kiritimatiellota Spring et al. 2021
- Lentisphaerota Cho et al. 2021
- Minisyncoccota Nakajima et al. 2025
- Mycoplasmatota Murray 2021
- Nitrospinota Lücker et al. 2021
- Nitrospirota Garrity & Holt 2021
- Planctomycetota Garrity & Holt 2021
- Pseudomonadota Garrity et al. 2021
- Rhodothermota Munoz et al. 2021
- Spirochaetota Garrity & Holt 2021
- Synergistota Jumas-Bilak et al. 2021
- Thermodesulfobacteriota Garrity & Holt 2021
- Thermomicrobiota Garrity & Holt 2021
- Thermotogota Reysenbach 2021
- Verrucomicrobiota Hedlund 2021
- Vulcanimicrobiota Yabe et al. 2024

Selon la LPSN (12 avril 2025), le domaine des Bacteria inclut en outre les phyla candidats suivants (Ca. signifie Candidatus et les guillemets indiquent l'absence de statut nomenclatural) :
- « Ca. Acetithermota » corrig. Rinke et al. 2013
- « Ca. Aerophobota » corrig. Rinke et al. 2013
- « Ca. Altimarinota » corrig. Rinke et al. 2013
- « Ca. Aminicenantota » corrig. Rinke et al. 2013
- « Ca. Auribacterota » Williams et al. 2022
- « Ca. Babelota » corrig. Yeoh et al. 2016
- « Ca. Binatota » Chuvochina et al. 2019
- « Ca. Bipolaricaulota » Hao et al. 2018
- « Ca. Caldatribacteriota » Hahn et al. 2020
- « Ca. Caldipriscota » corrig. Colman et al. 2016
- « Ca. Calescamantes » Rinke et al. 2013
- « Ca. Calescibacteriota » corrig. Rinke et al. 2013
- « Ca. Canglongiota » Zhang et al. 2022
- « Ca. Cloacimonadota » corrig. Rinke et al. 2013
- « Ca. Cloacimonetes » Rinke et al. 2013
- « Ca. Cryosericota » Martinez et al. 2019
- « Ca. Deferrimicrobiota » Begmatov et al. 2022
- « Ca. Dependentiae » Yeoh et al. 2016
- « Ca. Dormiibacterota » corrig. Ji et al. 2017
- « Ca. Electryoneota » Williams et al. 2022
- « Ca. Elulimicrobiota » corrig. Rodriguez et al. 2020
- « Ca. Fermentibacterota » corrig. Kirkegaard et al. 2016
- « Ca. Fervidibacterota » corrig. Rinke et al. 2013
- « Ca. Goldiibacteriota » corrig. Hernsdorf et al. 2017
- « Ca. Heilongiota » Zhang et al. 2022
- « Ca. Hinthialibacterota » Williams et al. 2022
- « Ca. Hydrogenedentota » corrig. Rinke et al. 2013
- « Ca. Hydrothermota » corrig. Jungbluth et al. 2017
- « Ca. Kapaibacteriota » corrig. Kantor et al. 2015
- « Ca. Krumholzibacteriota » Youssef et al. 2019
- « Ca. Kryptoniota » corrig. Eloe-Fadrosh et al. 2016
- « Ca. Latescibacterota » corrig. Rinke et al. 2013
- « Ca. Lernaellota » Williams et al. 2022
- « Ca. Lithacetigenota » Nobu et al. 2023
- « Ca. Macinerneyibacteriota » corrig. Yadav et al. 2020
- « Ca. Margulisiibacteriota » corrig. Anantharaman et al. 2016
- « Ca. Methylomirabilota » Viljakainen & Hug 2021
- « Ca. Microgenomatota » corrig. Rinke et al. 2013
- « Ca. Moduliflexota » corrig. Sekiguchi et al. 2015
- « Ca. Muiribacteriota » corrig. Barnum et al. 2018
- « Ca. Omnitrophota » corrig. Rinke et al. 2013
- « Ca. Parcubacteria » Rinke et al. 2013
- « Ca. Parcunitrobacterota » corrig. Castelle et al. 2017
- « Ca. Peregrinibacteriota » corrig. Wrighton et al. 2012
- « Ca. Qinglongiota » Zhang et al. 2022
- « Ca. Rifleibacteriota » corrig. Anantharaman et al. 2016
- « Ca. Saccharimonadota » corrig. Albertsen et al. 2013
- « Ca. Sumerlaeota » Kadnikov et al. 2019
- « Ca. Tianyaibacteriota » corrig. Cui et al. 2021
- « Ca. Wirthibacterota » corrig. Hug et al. 2016

### Archées (Archaea)
Selon la LPSN (1er août 2023) :
- Aenigmatarchaeota corrig. Rinke et al. 2013
- Aigarchaeota Nunoura et al. 2011
- Asgardarchaeota Da Cunha et al. 2017
- Augarchaeota corrig. Nunoura et al. 2011
- Baldrarchaeota Liu et al. 2021
- Borrarchaeota Liu et al. 2021
- Diapherotrites Rinke et al. 2013
- Euryarchaeota Garrity & Holt 2001
- Freyrarchaeota Xie et al. 2022
- Hadarchaeota Chuvochina et al. 2019
- Hadesarchaeota McGonigle et al. 2019
- Hermodarchaeota Liu et al. 2021
- Hodarchaeota Liu et al. 2021
- Huberarchaea Probst et al. 2018
- Huberarchaeota corrig. Probst et al. 2018
- Hydrothermarchaeota Jungbluth et al. 2017
- Iainarchaeota corrig. Rinke et al. 2013
- Kariarchaeota Liu et al. 2021
- Korarchaeota Ludwig & Klenk 2001
- Lokiarchaeia Spang et al. 2015
- Lokiarchaeota corrig. Spang et al. 2015
- Methanomethylicota corrig. Vanwonterghem et al. 2016
- Micrarchaeota Baker & Dick 2013
- Microcaldota Sakai et al. 2022
- Nanoarchaeota Huber et al. 2002
- Nanohaloarchaeota Rinke et al. 2013
- Nezhaarchaeota Wang et al. 2019
- Nitrososphaerota Brochier-Armanet et al. 2021
- Njordarchaeota Xie et al. 2022
- Odinarchaeota Zaremba-Niedzwiedzka et al. 2017
- Parvarchaeota Rinke et al. 2013
- Poseidoniota corrig. Rinke et al. 2019
- Sifarchaeota Farag et al. 2021
- Sigynarchaeota Xie et al. 2022
- Thermoplasmatota Rinke et al. 2019
- Thermoproteota Garrity & Holt 2021
- Undinarchaeota Dombrowski et al. 2020
- Verstraetearchaeota Vanwonterghem et al. 2016
- Wukongarchaeota Liu et al. 2021

### Virus
Selon l'International Committee on Taxonomy of Viruses (1er août 2023) :
- domaine Adnaviria
  - règne Zilligvirae
    - Taleaviricota
- domaine Duplodnaviria
  - règne Heunggongvirae
    - Peploviricota
    - Uroviricota
- domaine Monodnaviria
  - règne Loebvirae
    - Hofneiviricota

  - règne Sangervirae
    - Phixviricota

  - règne Shotokuvirae
    - Cossaviricota
    - Cressdnaviricota

  - règne Trapavirae
    - Saleviricota
- domaine Riboviria
  - règne Orthornavirae
    - Duplornaviricota
    - Kitrinoviricota
    - Lenarviricota
    - Negarnaviricota
    - Pisuviricota

  - règne Pararnavirae
    - Artverviricota
- domaine Ribozyviria
- domaine Varidnaviria
  - règne Bamfordvirae
    - Nucleocytoviricota
    - Preplasmiviricota

  - règne Helvetiavirae
    - Dividoviricota

## Autres rangs taxonomiques
Les rangs taxonomiques utilisés en systématique linnéenne pour indiquer la hiérarchie entre les taxons nommés dans la classification du monde vivant sont les suivants (par ordre décroissant) :
- Super-règne, Empire, Domaine (Superregnum, Imperium, Dominium)
- Règne (Regnum)
- Sous-règne (Subregnum)
- Rameau (Ramus, « branch » en anglais)
- Infra-règne (Infraregnum)
  - Super-embranchement, Super-division (Superphylum, Superdivisio)
  - Embranchement, Division (Phylum, Divisio)[b]
  - Sous-embranchement, Sous-division (Subphylum, Subdivisio)
  - Infra-embranchement (Infraphylum)
  - Micro-embranchement (Microphylum)
    - Super-classe (Superclassis)
    - Classe (Classis)
    - Sous-classe (Subclassis)
    - Infra-classe (Infraclassis)
      - Super-ordre (Superordo)
      - Ordre (Ordo)
      - Sous-ordre (Subordo)
      - Infra-ordre (Infraordo)
      - Micro-ordre (Microordo)
        - Super-famille (Superfamilia)
        - Famille (Familia)
        - Sous-famille (Subfamilia)
        - Super-tribu (Supertribus)
        - Tribu (Tribus)
        - Sous-tribu (Subtribus)
          - Genre (Genus)
          - Sous-genre (Subgenus)
          - Section (Sectio)
          - Sous-section (Subsectio)
            - Espèce (Species)
            - Sous-espèce (subspecies) – dernier rang zoologique officiel[c]
            - Variété (varietas) – race étant un rang zoologique informel[c]
            - Sous-variété (subvarietas) – sous-race étant un rang zoologique informel[c]
            - Forme (forma) dernier rang en mycologie – forme étant un rang zoologique informel
            - Sous-forme (subforma)